# ラヴズオンリーユー
ラヴズオンリーユー（欧字名:Loves Only You、2016年3月26日 - ）は、日本の競走馬・繁殖牝馬。
2019年に4戦無敗で優駿牝馬を制し、2021年には海外G1年間3勝を達成。日本調教馬として初めてアメリカ競馬の祭典として知られるブリーダーズカップ（ブリーダーズカップフィリー&メアターフ）を制し、この功績から日本調教馬初となるエクリプス賞（最優秀芝牝馬部門）を受賞した。
主な勝ち鞍は2019年の優駿牝馬、2021年のクイーンエリザベス2世カップ、ブリーダーズカップフィリー&メアターフ、香港カップ。2021年のJRA賞最優秀4歳以上牝馬・エクリプス賞最優秀芝牝馬。

## 経歴

### 血統背景
曾祖母ミエスクはエクリプス賞最優秀芝牝馬に1987年と1988年の2連続選出され、ヨーロッパとアメリカ合衆国でG1競走を合計10勝した名馬。祖母モネヴィッシアは重賞勝ちはないが、キングマンボの全妹として期待され、全欧2歳牝馬王者のランプルスティルツキンを含む、重賞勝ち3頭を産んでいる。母であるラヴズオンリーミーは未出走ながら、血統の良さを買われて90万ドルで北海道安平町のノーザンファームが購入し、輸入した。本馬は2016年3月26日に誕生。同日、全兄であるリアルスティールがドバイターフ（G1 芝1800m）を勝った。
2018年には、母の従姉弟にあたるスタディオブマンがフランスでジョッケクルブ賞（フランスダービー）に優勝。スタディオブマンと本馬の血統構成は、ともに母の父馬がストームキャットで父馬がディープインパクトという共通点がある。

### デビュー前
2017年7月10日、1歳になった本馬「ラヴズオンリーミーの2016」はセレクトセールに8000万円の売値で上場された。これを購入したのは、この年から競走馬事業に参入した株式会社DMM.comだった。同社はこのとき初めて競走馬を購入、その3頭のうち1頭が本馬である。購入価格は税抜1億6000万円（税込1億7280万円）まで競り上がった。これはこのセレクトセールで取引された1歳牝馬としては最高価格である。
同社は、セレクトセールの1週間前に本馬を実際にみて、購入を決めていたという。同社はこの日、「DMMドリームクラブ」による共同馬主事業「DMMバヌーシー」の創設を発表した。これは競走馬1頭を1万口の「超小口」に分割して募集するというもので、従来の一口馬主とは異なる新しい形態の共同馬主として注目を集めることになった。
同社では落札から1週間後の「ラヴズオンリーミーの2016」の様子を動画で配信。育成に携わるノーザンファーム関係者は、「小柄なので成長は遅い」としつつ、頭がよくシャワーをすぐに覚えたなどのエピソードを紹介。従順で手入れが容易であることなどが高い評価を得ていると伝えている。
本馬は、一口32,000円で募集。9,927口を集め、総額3億1766万4000円での運用となった。

### 2歳（2018年）
2018年5月9日、本馬は「ラヴズオンリーユー」と命名された。DMMによると、これは母馬の名前からの連想によるもので、「みんなへの愛を込めて」の意であるとしている。
ラヴズオンリーユーは順調に2歳の初夏を迎えつつあり、早めに初出走させることも可能だった。しかし、全兄のリアルスティールを管理していた矢作芳人調教師は、この血統の馬は成長が遅いと考えた。そこで、馬主のDMMドリームクラブへデビューを遅らせるよう進言、馬主側もこれを受け容れたという。実際に入厩してみると、坂井瑠星騎手をはじめとする厩舎関係者はラヴズオンリーユーの能力を高さを実感するようになった。
デビュー戦
11月3日、京都競馬場・芝1800mの新馬戦でクリストフ・ルメールとのコンビで初出走を迎えた。人気はアーデンフォレスト（1.9倍）、ラヴズオンリーユー（2.3倍）に集中した。
ラヴズオンリーユーはメンコを装着していながらも、レース出走前からかなり気負っており、パドックや返し馬では、いくらか動きが硬かったと評されている。スタートでは、ゲートが開いてからの反応がやや遅れ、およそ1馬身の出遅れとなった。しかしまもなく流れに乗り、8頭中4番手の中位につけた。
最終コーナーをまわる頃には、人気のアーデンフォレストが先頭になり、その直後にラヴズオンリーユーがつけた。直線を向いてアーデンフォレストがラストスパートをすると、ラヴズオンリーユーもスパート、騎手がインコースへ誘導すると素早く反応し、ゴールまでの残り200mを切ったあたりで一気にアーデンフォレストをかわして先頭にたった。そのままステッキを使うことなくリードを広げ、1馬身1/4差をつけて勝った。
「誰しもが大物と思う」ような勝ち方ではないが、後半400mを22秒1で差し切った能力は「非凡な瞬発力」と評されている。反面、レースに集中せずによそ見をするところもあり、「まだ気性は幼い」との指摘もなされた。
白菊賞
2戦目には、11月24日の京都2歳ステークス（G3・芝2000m）と11月25日の白菊賞（500万下・芝1600m）に登録があり、どちらに出走しても有力馬の一頭であるとみられていた。矢作調教師は、翌年の桜花賞（芝1600m）を想定し、白菊賞に出走させることにした。
鞍上は岩田康誠に乗り替わりとなった。2.3倍の1番人気に支持されたものの、デビュー戦と同様に発馬を失敗して1馬身の出遅れとなり、9頭中8番手の後方の位置取りとなってしまった。
そのままインコースを走りながら第3コーナーで6番手まであがってくると、最終コーナーを回りながらアウトコースに大きく進路変更し、最後の直線では一番外から追い込んだ。観戦していた矢作調教師は、岩田騎手が大外をおおまわりしていくのを見て驚いたという。その後、ムチが入ると一気にスパートし、「他とは1頭だけ違うという脚いろ」で差し切り、ゴールでは1馬身3/4差をつけた。岩田騎手は「ちょっとモノが違う」と評した。戻ってきた岩田騎手に対し、矢作調教師は大外へまわった意図を訊ねたところ、「絶対に勝てると思ったので不利を受けないよう」とのことだった。矢作調教師は、このコースが小回りであることや、体重が大きく減っているのを気にしていたが、これを乗り切ったことで、ラヴズオンリーユーが大レースでも期待できると感じるようになったという。
体重が減っており、またレース間隔が詰まっていることもあり、矢作調教師は12月9日の阪神ジュベナイルフィリーズを見送って休養に充てることを決めた。
この年の合同フリーハンデでは、芝部門で97ポイントを獲得、2歳馬のなかで82位の評価が与えられた。

### 3歳（2019年）
ノーザンファームでラヴズオンリーユーを休養させた矢作調教師は、2月に一度出走させたのち、4月7日の桜花賞を目指す青写真を描いていた。だが、2019年初頭に帰厩させようとしていた矢先に、アクシデントが起きた。細菌性の疾患を発症したのである。これは、皮膚下に症状がでる一般的なフレグモーネと違い、後ろ脚の骨の関節部分に菌がはいって発症したもので、かなり特殊な容態だった。治療後のトレーニング期間を考慮すると、3月の出走も無理だとの診断が下り、桜花賞の出走は絶望的となった。
このためラヴズオンリーユーは、優駿牝馬（オークス）への出走資格を確保するために一度出走することになった。4月21日のフローラステークス（東京競馬場・芝2000m・G2）がその有力候補だった。が、そうするとフローラステークスとオークスと2度続けて関西から関東への遠征となるのが負担であること、また、両レースの間隔が短いことから、このプランは選択肢から消えた。
忘れな草賞
そこで、かなり急仕上げではあるが、桜花賞の前座レースである忘れな草賞（4月7日・阪神競馬場・芝2000m・リステッド競走）への出走を決めた。このときのラヴズオンリーユーの状態について、矢作調教師は「70％」、ミルコ・デムーロ騎手は「60％」、そして調教に跨っていた坂井瑠星騎手は「50％」と評している。レースの前週、矢作調教師は「もっとグラマーになってほしい」「休ませた分、内面的なものがどうか」と語っていたが、「強引に間に合わせた」とはいえ勝てると思っていたという。
スタートでまたも出遅れ、さらに隣の馬に接触してしまい、後方からのレースになった。デムーロ騎手は、接触時によってラヴズオンリーユーが暴走しそうになったが、まもなく落ち着きを取り戻したと証言している。ラヴズオンリーユーは不利を受けないようにアウトコースを進み、第3コーナーから進出すると、直線では他馬を3馬身離して「楽勝」した。
ただし、忘れな草賞の勝利で得られたレーティングは「105」と、桜花賞の7着相当であり、矢作調教師も「相手に恵まれた」「G1戦線を戦ってきた馬からすれば格下」と考えていたという。ところが世間は、相手が強くなるたびに着差を広げ、3戦無敗のまま有力馬と対戦していないラヴズオンリーユーに「未知の魅力」「不気味な存在」と注目するようになった。
優駿牝馬（オークス）
忘れな草賞のあと、矢作調教師はラヴズオンリーユーをノーザンファームしがらきでの短期放牧に送り出した。厩舎では、放牧に出して帰ってくるたびにラヴズオンリーユーの食欲が落ちることを懸念しており、対策を試行錯誤した。まず、放牧先でいつも食べている飼い葉を持ってこさせた。また、腸内細菌の様子を定期観測していたところ、環境の変化や過酷なトレーニングを課した直後に、腸内細菌の数値が悪化することがわかった。対策として、通常は競走の1日前に輸送を行うところを、2日前に輸送することにした。これらが奏効したのか、オークス本番は、これまでで最もよい状態での出走にこぎつけたという。
桜花賞を2馬身半差で勝ったグランアレグリアは、2400mを敬遠してNHKマイルカップ（1600m）出走を表明、桜花賞馬のいないオークスとなった。すると、桜花賞で敗れた馬たちよりも、別路線組のほうに未知の魅力があるとして、無敗のラヴズオンリーユーや、フラワーカップから直行してくるコントラチェックへの評価が高まった。馬券の売り上げは桜花賞3着のクロノジェネシス、ラヴズオンリーユー、コントラチェックに集中し、最終的にはラヴズオンリーユーが単勝4.0倍の1番人気、差がなく4.1倍の2番人気にクロノジェネシス、続いて5.1倍のコントラチェックとなった。さらに、前年の2歳チャンピオンダノンファンタジーが6.4倍の4番人気だった。
しかしながら、厩舎関係者はさまざまな不安を感じていたという。関東への遠征も初めての経験だったし、強い馬との対戦も、18頭もの多頭数の競馬も初経験だった。矢作調教師は、内心ではこれらの課題を克服できると自信をもっていたのだが、公の場では慎重なコメントにとどめていたという。
レースでは、初めてスタートがうまくいった。忘れな草賞では先へ行きたがる様子をみせていたが、今回はしっかりと騎手の指示に従って落ち着いたという。
第2コーナーをまわって向こう正面に入ると、他馬が外からかぶせてきて位置取りが下がってしまい、後方待機となった。この日の東京競馬場の競走は、先行した馬がそのまま勝ってしまうレースが多く、ラヴズオンリーユーの位置取りは不利であるようにみられた。先頭を進んだジョディーとコントラチェックによる前半1000mの通過タイムは59秒1で、一般的にはこれはハイペースの部類に入る。これは距離が短い桜花賞よりも速いものだったし、前年にアーモンドアイが勝ったときよりも0.2秒速い。さらに、カレンブーケドールが積極的に早めにしかけてあがっていったことで、後半もペースが衰えず、タフな消耗戦となった。スピードと瞬発力を活かしてきた桜花賞組にとっては、底力を試される厳しい流れだったと評されている。
直線に入ると、カレンブーケドールは「絶好のタイミング」でそのまま先頭にたった。一方ラヴズオンリーユーは10番手から外へ持ち出し追い込んだ。カレンブーケドールは直線のなかほどでは完全に1頭で抜け出した格好になり、「ほとんど勝つ態勢」「このまま押し切る」とみられた。そこへ外からラヴズオンリーユーが伸びてきて、一完歩づつ差を縮め、残り100mほどで並びかけた。いったんはラヴズオンリーユーが半馬身ほど前に出たが、内のカレンブーケドールももう一度伸びて抵抗、ゴールではラヴズオンリーユーがクビひとつぶんだけリードしていた。走破タイムの2:22.8は、2012年のジェンティルドンナを0.8秒上回り、レースレコードとなった。
馬主のDMMドリームクラブにとっては、初めての重賞勝ちがG1優勝となった。矢作調教師は初のオークス制覇、デムーロ騎手も初のオークス優勝と同時にクラシック五冠レース制覇となった。無敗のままのオークス優勝は、史上5頭目である。
JRAによるレーティングでは、ラヴズオンリーユーには113ポイントが与えられた。全日本フリーハンデでは、先行有利の展開ながら後方から追い込んで勝ったラヴズオンリーユーに、高い評価が与えられた。芝長距離部門（L）で116ポイント、中距離部門（I）で105ポイントとなり、L部門では牝馬で1位、牡馬を含めても3位である。マイル部門（M）ではグランアレグリアが116ポイントを獲得しており、この世代の牝馬ではグランアレグリアとラヴズオンリーユーが首位を分け合うことになった。
エリザベス女王杯
オークスの後は前哨戦を使わずに秋華賞に出走する予定だった。が、9月7日に右後脚の蹄の炎症のため回避する事が発表された。
秋華賞を回避し半年ぶりの実戦となったエリザベス女王杯は古馬との初対戦となった。古馬勢では、アーモンドアイやリスグラシュー、ノームコア、ミッキーチャームといった実績馬の参戦はなく、2017年の阪神ジュベナイルフィリーズ以来のGI勝利を目指すラッキーライラック、このエリザベス女王杯2年連続2着のクロコスミアらが出走した。
ラヴズオンリーユーは単勝オッズ2.5倍の1番人気に推された。2番人気に秋華賞を制したクロノジェネシス、3番人気にラッキーライラックがつける形でレースを迎えた。
レースではラッキーライラックが優勝し、本馬は3着となった。5戦目にして初めての敗戦となった。

### 4歳（2020年）
ドバイシーマクラシック（中止）
2020年はドバイシーマクラシックからの始動を予定、予備登録の後、招待馬として選出を受けた。その後ドバイシーマクラシックへの正式な参戦が決定し、2月25日に帰厩。坂井瑠星騎手を背に国内最終追い切りが行われ、予定通り3月18日に出国、19日にドバイ国際競走に招待された他のJRA所属馬と共に現地入りした。
しかし、同時に世界ではCOVID-19 (新型コロナウイルス) の感染拡大が進行。世界各国の競馬が無観客開催や中止となっており、ドバイ国際競走もこのような状況を受けて、3月12日時点で無観客開催が決定。そして、さらなる感染拡大の影響で22日にドバイ国際競走の中止が決まった。この決定を受けてラヴズオンリーユー含むJRA所属馬は順次帰国することとなり、3月30日に帰国した。
ヴィクトリアマイル
帰国後のラヴズオンリーユーは、4月17日に引き続きデムーロとのコンビでヴィクトリアマイルに参戦する事が所有のDMMドリームクラブより発表された。
約半年ぶりの実戦復帰となったヴィクトリアマイルは新型コロナウイルスの影響から無観客で開催された。重賞3連勝中のサウンドキアラ、GI7勝目を目指すアーモンドアイ、連覇を狙うノームコアらが集まった中、単勝9.5倍の3番人気に支持された。レースでは中団を追走したが、1枠1番という最内枠が災いし、最後の直線でも馬群に包まれたまま前に上がれず、アーモンドアイの7着に終わった。

エリザベス女王杯
改装中の京都競馬場に代わり阪神競馬場で行われたエリザベス女王杯に出走。中団馬群で折り合って4角で外めに進路を取り、上がり3F33秒8の末脚を見せるもゴール前の坂で止まってしまいラッキーライラックの3着となった。
なお、このレースで吉田一成調教助手とともにベストターンドアウト賞を受賞している。

### 5歳 (2021年)
京都記念
年明けは阪神芝2200mで行われた京都記念から始動。4コーナー4番手 から直線で脚を伸ばし、2番手追走から抜け出していた僚馬のステイフーリッシュを捕らえ1年9か月ぶりの勝利を飾った。
ドバイシーマクラシック
次走は3月27日にアラブ首長国連邦 (UAE)・メイダン競馬場の芝2410mにて行われるドバイシーマクラシックを選択。道中は同じく日本から出走したクロノジェネシスをマークする形で後方に控えると、第3コーナーから徐々に前へと進出。直線に入るといったんは先頭に躍り出るが、外から追い込んできたクロノジェネシスとミシュリフの2頭と激しい叩き合いとなり、最後は2頭に交わされて3着となった。
QE2世C
ドバイシーマクラシック出走後はそのまま香港へ転戦。クイーンエリザベス2世カップに同じ日本馬のデアリングタクト、グローリーヴェイズ、キセキと共に出走した。鞍上には地元香港のチャクイウ・ホーを迎え、香港のオッズではデアリングタクト、エグザルタント・グローリーヴェイズに続く4番人気、JRAのオッズでは単勝1.7倍のデアリングタクト、グローリーヴェイズに続く3番人気に推された。レースではスタート直後に落鉄するアクシデントがありながらも道中4番手を追走した。最後の直線では早々とエグザルタントを競り落とすと、内で粘るデアリングタクトも捕らえて抜け出し、最後は大外から追い込んできたグローリーヴェイズを4分の3馬身差に抑えて優勝。2019年オークス以来となるGI2勝目を挙げた。鞍上のホーは同日のチャンピオンズマイルに続くGI連勝。また、2着以降にグローリーヴェイズ、デアリングタクト、キセキと入線し、日本馬が1〜4着を独占する結果となった。
札幌記念
その後はアメリカ遠征を見据え札幌記念に出走。道中は中団を追走、3コーナー手前でサトノセシルの斜行の被害を受けたものの、最後の直線では上がり最速の末脚で追いこみ、ソダシの2着に入った。矢作師は「勝った馬が強いのが一番なんだけどね。うちのもレースのあや。（3、4角で）5頭分外を回されてしまった。川田騎手は走りやバランスはよくなったと言ってくれたし、アメリカへ向けて準備していきます」とコメントした。
BCフィリー&メアターフ
迎えたBCフィリー&メアターフ (米国デルマー競馬場・芝11ハロン≒2,213m)では、G1フラワーボウルステークスを含めて4連勝中のウォーライクゴッデス、前年の英二冠牝馬ラブに続く3番人気に支持された（JRAによる馬券発売では1番人気）。発走すると最初のゴール板までを3,4番手につけ、第2コーナーで3番手にあがり、最後の直線では大外から追い込んだウォーライクゴッデスと、内から抜け出しを図ったマイシスターナットを間から差し切り優勝した。日本人調教師 (日本調教馬)ならびに日本人騎手が優勝するのは史上初である。また、このレースを優勝したことで日本調教馬初の3カ国(日本、香港、米国)でのG1レース制覇が成し遂げられた。さらに、2021年度の世界のトップ100GIレースでは、同レースが牝馬限定戦におけるトップレーティングとなった。
香港カップ
現役最後のレースとして12月の香港カップ (シャティン競馬場・芝2000m)が選ばれ、アメリカ合衆国から直接香港へと移動した。JRAと香港のオッズではともに1番人気に推された。レースでは道中馬群に囲まれる場面があり、最後の直線でも外から強襲してきた日本馬のヒシイグアスとの叩き合いにもつれ込むが、先頭のロシアンエンペラーを交わしながら競り合った末に短頭差で勝利した。これによって日本馬初となる海外G1年間3勝を達成し、引退の花道を飾った。
翌年1月11日に開催された2021年度JRA賞の受賞馬選考委員会では、日本調教馬初のブリーダーズカップ制覇や海外G1年間3勝の功績が評価され、296票中251票を得てJRA賞最優秀4歳以上牝馬に選出された。さらに、翌月には北米の年度代表表彰である2021年度エクリプス賞授賞式において、最優秀芝牝馬部門で選出され、日本調教馬初となるエクリプス賞受賞の快挙を果たした。
引退式
2022年1月30日の全レース終了後に東京競馬場のパドックにて引退式が開催された。翌月7日付で競走馬としての登録を抹消され、引退式後は北海道安平町のノーザンファームで繁殖牝馬となる。

## エピソード
晩年の主戦騎手だった川田将雅とは、レース以外では非常に仲が悪かった。普段から川田が馬に近づこうとすると非常に威嚇するため、騎乗時以外はできるだけ近寄らないようにしていたという。アメリカ遠征時、厩舎スタッフらと馬を囲んで記念写真を撮ろうとなった際に、川田もスタッフからそこに加わるよう求められ馬に近づくと「お前は近寄るな!」とめちゃくちゃ怒り、川田もそれは予期していたため写真を撮り終わると即その場を離れた。

## 競走成績
以下の内容はnetkeiba.com、Racing Post、香港ジョッキークラブおよびEquibaseの情報に基づく。
| 競走日     | 競馬場   | 競走名           | 格      | 距離（馬場）  | 頭 数 | 枠 番 | 馬 番 | オッズ （人気） | 着順 | タイム （上がり3F） | 着差         | 騎手          | 斤量 [kg] | 1着馬（2着馬）         | 馬体重 [kg] |
| ---------- | -------- | ---------------- | ------- | ------------- | ----- | ----- | ----- | --------------- | ---- | ------------------- | ------------ | ------------- | --------- | ---------------------- | ----------- |
| 2018.11.03 | 京都     | 2歳新馬          |         | 芝1800m（良） | 8     | 1     | 1     | 002.30（2人）   | 01着 | R1:50.9（33.9）     | -0.2         | 0C.ルメール   | 54        | （アーデンフォレスト） | 466         |
| 0000.11.25 | 京都     | 白菊賞           | 500万下 | 芝1600m（良） | 9     | 7     | 7     | 002.30（1人）   | 01着 | R1:33.6（35.8）     | -0.3         | 0岩田康誠     | 54        | （ランブリングアレー） | 452         |
| 2019.04.07 | 阪神     | 忘れな草賞       | L       | 芝2000m（良） | 9     | 7     | 7     | 001.50（1人）   | 01着 | R2:00.6（34.6）     | -0.5         | 0M.デムーロ   | 54        | （ルタンブル）         | 456         |
| 0000.05.19 | 東京     | 優駿牝馬         | GI      | 芝2400m（良） | 18    | 7     | 13    | 004.00（1人）   | 01着 | R2:22.8（34.5）     | -0.0         | 0M.デムーロ   | 55        | （カレンブーケドール） | 456         |
| 0000.11.10 | 京都     | エリザベス女王杯 | GI      | 芝2200m（良） | 18    | 6     | 11    | 002.50（1人）   | 03着 | R2:14.3（33.8）     | -0.2         | 0M.デムーロ   | 54        | ラッキーライラック     | 472         |
| 2020.05.17 | 東京     | ヴィクトリアM    | GI      | 芝1600m（良） | 16    | 1     | 1     | 009.50（3人）   | 07着 | R1:31.8（33.5）     | -1.2         | 0M.デムーロ   | 55        | アーモンドアイ         | 466         |
| 0000.06.06 | 阪神     | 鳴尾記念         | GIII    | 芝2000m（良） | 16    | 4     | 7     | 001.80（1人）   | 02着 | R2:00.1（35.7）     | -0.0         | 0M.デムーロ   | 54        | パフォーマプロミス     | 474         |
| 0000.10.17 | 東京     | 府中牝馬S        | GII     | 芝1800m（重） | 8     | 5     | 5     | 002.30（1人）   | 05着 | R1:49.3（36.5）     | -0.8         | 0M.デムーロ   | 55        | サラキア               | 486         |
| 0000.11.15 | 阪神     | エリザベス女王杯 | GI      | 芝2200m（良） | 18    | 6     | 11    | 005.50（3人）   | 03着 | R2:10.4（33.8）     | -0.1         | 0M.デムーロ   | 56        | ラッキーライラック     | 486         |
| 0000.12.27 | 中山     | 有馬記念         | GI      | 芝2500m（良） | 16    | 2     | 4     | 015.50（6人）   | 10着 | R2:35.9（36.6）     | -0.9         | 0M.デムーロ   | 55        | クロノジェネシス       | 480         |
| 2021.02.14 | 阪神     | 京都記念         | GII     | 芝2200m（良） | 11    | 4     | 4     | 001.80（1人）   | 01着 | R2:10.4（34.7）     | -0.2         | 0川田将雅     | 54        | （ステイフーリッシュ） | 478         |
| 0000.03.27 | メイダン | ドバイSC         | G1      | 芝2410m（良） | 10    | 9     | 10    | 007.40（3人）   | 03着 | -                   | （1/2馬身）  | 0O.マーフィー | 55        | Mishriff               | 計不        |
| 0000.04.25 | 沙田     | QE2世C           | G1      | 芝2000m（良） | 7     | 5     | 7     | 005.80（4人）   | 01着 | R2:01.22            | -0.14        | 0C.ホー       | 55.5      | （Glory Vase）         | 478         |
| 0000.08.22 | 札幌     | 札幌記念         | GII     | 芝2000m（良） | 13    | 4     | 4     | 001.90（1人）   | 02着 | R1:59.6（35.1）     | -0.1         | 0川田将雅     | 55        | ソダシ                 | 470         |
| 0000.11.06 | デルマー | BCF&Mターフ      | G1      | 芝11F（Fm）   | 12    | 8     | 8     | 005.30（3人）   | 01着 | R2:13.87            | （-1/2馬身） | 0川田将雅     | 56        | （My Sister Nat）      | 計不        |
| 0000.12.12 | 沙田     | 香港C            | G1      | 芝2000m（良） | 12    | 4     | 12    | 002.60（1人）   | 01着 | R2:00.66            | -0.02        | 0川田将雅     | 55.5      | （Hishi Iguazu）       | 484         |

- タイム欄のRはレコード勝ちを示す
- 海外の競走の「枠番」欄にはゲート番を記載
- 海外のオッズ・人気は現地主催者発表のもの（日本式のオッズ表記とした）

## 繁殖成績
|       | 誕生年 | 馬名                     | 毛色 | 父             | 性 | 厩舎           | 馬主                    | 戦績 | 出典          |
| ----- | ------ | ------------------------ | ---- | -------------- | -- | -------------- | ----------------------- | ---- | ------------- |
| 初仔  | 2023年 | ラヴズプレミアム         | 鹿毛 | エピファネイア | 牡 | 栗東・矢作芳人 | DMMドリームクラブ（株） |      | [ 93 ]        |
| 2番仔 | 2024年 | オディオペルデレ         | 鹿毛 | レイデオロ     | 牡 | 栗東・矢作芳人 | DMMドリームクラブ（株） |      | [ 94 ] [ 95 ] |
| 3番仔 | 2025年 | ラヴズオンリーユーの2025 |      | モーリス       | 牡 |                |                         |      | [ 96 ]        |

- 2025年3月9日現在

## 血統表
| ラヴズオンリーユーの血統                       | ラヴズオンリーユーの血統                               | ラヴズオンリーユーの血統           | （血統表の出典）                   | （血統表の出典） |
| 父系                                           | サンデーサイレンス系（ヘイロー系）                     | サンデーサイレンス系（ヘイロー系） | サンデーサイレンス系（ヘイロー系） | [ § 2 ]          |
| 父 ディープインパクト 2002 鹿毛                | 父の父*サンデーサイレンス Sunday Silence 1986 青鹿毛   | Halo 1969                          | Hail to Reason                     | Hail to Reason   |
| 父 ディープインパクト 2002 鹿毛                | 父の父*サンデーサイレンス Sunday Silence 1986 青鹿毛   | Halo 1969                          | Cosmah                             |                  |
| 父 ディープインパクト 2002 鹿毛                | 父の父*サンデーサイレンス Sunday Silence 1986 青鹿毛   | Wishing Well 1975                  | Understanding                      | Understanding    |
| 父 ディープインパクト 2002 鹿毛                | 父の父*サンデーサイレンス Sunday Silence 1986 青鹿毛   | Wishing Well 1975                  | Mountain Flower                    |                  |
| 父 ディープインパクト 2002 鹿毛                | 父の母*ウインドインハーヘア Wind in Her Hair 1991 鹿毛 | Alzao 1980                         | Lyphard                            | Lyphard          |
| 父 ディープインパクト 2002 鹿毛                | 父の母*ウインドインハーヘア Wind in Her Hair 1991 鹿毛 | Alzao 1980                         | Lady Rebecca                       |                  |
| 父 ディープインパクト 2002 鹿毛                | 父の母*ウインドインハーヘア Wind in Her Hair 1991 鹿毛 | Burghclere 1977                    | Busted                             | Busted           |
| 父 ディープインパクト 2002 鹿毛                | 父の母*ウインドインハーヘア Wind in Her Hair 1991 鹿毛 | Burghclere 1977                    | Highclere                          |                  |
| 母 *ラヴズオンリーミー Loves Only Me 2006 鹿毛 | 母の父Storm Cat 1983 黒鹿毛                            | Storm Bird 1978                    | Northern Dancer                    | Northern Dancer  |
| 母 *ラヴズオンリーミー Loves Only Me 2006 鹿毛 | 母の父Storm Cat 1983 黒鹿毛                            | Storm Bird 1978                    | South Ocean                        |                  |
| 母 *ラヴズオンリーミー Loves Only Me 2006 鹿毛 | 母の父Storm Cat 1983 黒鹿毛                            | Terlingua 1976                     | Secretariat                        | Secretariat      |
| 母 *ラヴズオンリーミー Loves Only Me 2006 鹿毛 | 母の父Storm Cat 1983 黒鹿毛                            | Terlingua 1976                     | Crimson Saint                      |                  |
| 母 *ラヴズオンリーミー Loves Only Me 2006 鹿毛 | 母の母Monevassia 1994 鹿毛                             | Mr. Prospector 1970                | Raise a Native                     | Raise a Native   |
| 母 *ラヴズオンリーミー Loves Only Me 2006 鹿毛 | 母の母Monevassia 1994 鹿毛                             | Mr. Prospector 1970                | Gold Digger                        |                  |
| 母 *ラヴズオンリーミー Loves Only Me 2006 鹿毛 | 母の母Monevassia 1994 鹿毛                             | Miesque 1984                       | Nureyev                            | Nureyev          |
| 母 *ラヴズオンリーミー Loves Only Me 2006 鹿毛 | 母の母Monevassia 1994 鹿毛                             | Miesque 1984                       | Pasadoble                          |                  |
| 母系(F-No.)                                    | 20号族(FN:20)                                          | 20号族(FN:20)                      | 20号族(FN:20)                      | [ § 3 ]          |
| 5代内の近親交配                                | Northern Dancer M4×S5×M5 = 12.50%                      | Northern Dancer M4×S5×M5 = 12.50%  | Northern Dancer M4×S5×M5 = 12.50%  | [ § 4 ]          |
| 出典                                           | 1. 2. 3. 4.                                            | 1. 2. 3. 4.                        | 1. 2. 3. 4.                        | 1. 2. 3. 4.      |

- 全兄に2016年のドバイターフを制したリアルスティールがいる。
- 半姉ラッドルチェンドの娘にダービー卿チャレンジトロフィー・クイーンステークス勝ちのテルツェットがいる。
- 叔母（母の姉）Rumplestiltskin[100]はGI2勝。産駒にヨークシャーオークス勝ちのTapestry[101]がいる。
- 3代母Miesqueはブリーダーズカップ・マイル連覇などGI10勝。産駒にKingmamboやEast of the Moonがいる。2代母MonevassiaはKingmamboの全妹にあたる。